# جون وارن ألدريش
جون وارن ألدريش (بالإنجليزية: John Warren Aldrich)‏ هو عالم طيور أمريكي، ولد في 23 فبراير 1906، وتوفي في 3 مايو 1995.